# EMG (marque)
Pour les articles homonymes, voir EMG.
EMG est une marque de micros guitare.
Fondée en 1974, EMG signifie: Electro-Magnetic Generator, puis devient EMG, Inc en 1983.
La particularité de cette marque est son expertise dans les micros guitare dit « actifs » qui sont alimentés par une pile de 9 volts (bien que certains passent leurs micros en 18V). Toutefois, EMG a une gamme standard dite "passive" (EMG Select, EMG HZ).
Cette technique permet un meilleur « sustain », pas de bruit (« buzz », « hum »).
Par ailleurs, l'impédance résultante permet l'utilisation de câbles Jack de très grande longueur, sans perte de sonorité (médium et aigus comme un micro passif). Pareillement, le traitement par des multi effets est idéal. Ces avantages conjugués expliquent les raisons pour lesquelles beaucoup de guitaristes et bassistes l'adoptent sur scène ou studio.
De grands noms les utilisaient et les utilisent encore aujourd'hui:[réf. nécessaire]
Mark Knopfler notamment sur ses Pensa Suhr (Kit SA/SA/85 + potentiomètre "ton" EMG SPC), mais aussi Steve Lukather (Toto), Zakk Wylde, Kerry King (Slayer), Kirk Hammett et James Hetfield (Metallica), Alexi Laiho (Children of Bodom),  David Gilmour (Pink Floyd: Kit SA/SA/SA avec SPC et EXG), ZZtop, Keith Richards (Rolling Stones), Rod Stewart, Tom Hamilton (Aerosmith), etc.

Mais aussi les bassistes: Victor Wooten, Robert Trujillo (Metallica) etc.